# Cocoa Crater
Cocoa Crater är en vulkankrater i Kanada.   Den ligger i provinsen British Columbia, i den centrala delen av landet, 3 900 km väster om huvudstaden Ottawa. Toppen på Cocoa Crater är 1 921 meter över havet. Cocoa Crater ingår i Spectrum Range.
Terrängen runt Cocoa Crater är kuperad åt sydväst, men åt nordost är den bergig. Trakten runt Cocoa Crater är nära nog obefolkad, med mindre än två invånare per kvadratkilometer.. Det finns inga samhällen i närheten.
Trakten runt Cocoa Crater är permanent täckt av is och snö.